# Apoheterolocha monbeigi
Apoheterolocha monbeigi là một loài bướm đêm trong họ Geometridae.